# 富山高岡バイパス
富山高岡バイパス（とやまたかおかバイパス）は、富山県富山市から同県高岡市に至る国道8号のバイパス道路である。

## 概要
旧国道8号（現：国道41号・主要地方道富山高岡線・国道156号）の混雑解消および富山・高岡地区新産業都市建設計画の一端を担って、自動車輸送量の増大を図ることを目的として建設された。同バイパスの開通により、旧国道8号より3km短縮され、所要時間も25分短縮された。
2016年（平成28年）3月の坂東交差点立体化完了に伴い、富山高岡バイパスとしての事業は完了したが、連続立体化事業として豊田新屋立体と中島本郷立体が事業中である。両事業は地域高規格道路富山外郭環状道路として事業が実施されている。

### 路線データ
- 起点 : 富山県富山市金泉寺
- 終点 : 富山県高岡市四屋
- 路線延長 : 24.8 km[1]。
- 規格 : 第3種第1級
- 道路幅員 : 28.0 m（一部32.0 m）
- 車線数 : 4車線（一部6車線）
- 車線幅員 : 3.5 m
- 設計速度 : 80 km/h

### 豊田新屋立体
- 起点 : 富山県富山市小西
- 終点 : 富山県富山市粟島町
- 路線延長 : 2.9 km
- 規格 : 第3種第1級
- 道路幅員 : 48.50 m
  - 本線 : 19.50 m
  - 側道 : 2×10.00 m
- 車線数 : 本線4車線・側道上下2車線
- 車線幅員 : 3.5 m
- 設計速度 : 80 km/h

### 中島本郷立体
- 起点 : 富山県富山市中島
- 終点 : 富山県射水市白石
- 路線延長 : 7.4 km
- 規格 : 第3種第1級
- 道路幅員 : 48.0 m（交差点部）
  - 本線 : 21.0 m
  - 側道 : 12.0 m + 9.0 m
- 車線数 : 本線4車線・側道上下2車線
- 車線幅員 : 3.5 m
- 設計速度 : 80 km/h

## 歴史
- 1964年（昭和39年）：調査着手[2]
- 1966年度（昭和41年度） : 事業化。
- 1968年（昭和43年）
  - 2月27日：バイパス予定地の大塚、八ヶ山、高木、本郷各地区2,667m、73,023m2の用地買収がまとまる[6]。
  - 5月15日：建設省（現・国土交通省）は1971年度に部分開通の予定と発表[7]。
  - 9月1日：建設工事に着手[8]。
- 1969年（昭和44年）5月8日：起工式[9]。
- 1971年（昭和46年）4月23日 : 新湊市（現・射水市）鏡宮 - 高岡市江尻間が暫定2車線で供用開始[3][10]。
- 1972年（昭和47年）
  - 11月22日：富山市豊田 - 小杉町（現・射水市）小白石間10.2kmが開通[11]。
  - 12月23日：小杉町（現・射水市）稲積 - 新湊市（現・射水市）鏡宮間2.6kmが開通[11]。
- 1973年（昭和48年）7月19日：小杉町（現・射水市）小白石 - 稲積間2.1kmが開通。これにより富山市豊田 - 高岡市江尻間20.2kmが連続して開通[3][12]。
- 1974年（昭和49年）12月17日 : 富山市金泉寺 - 豊田間2.5kmおよび高岡市江尻 - 四屋間2.3kmの開通を以て、全線を暫定2車線で供用開始[3][13][2]。
- 1975年（昭和50年）11月 - 高岡市江尻 - 四屋間（2.7km）4車線化[14]。
- 1976年（昭和51年）
  - 3月31日 - 富山高岡バイパスを国道8号線の本線と定める[15]。
  - 10月15日 - 新湊市川口 - 高岡市江尻間（3.7km）4車線化工事が完了。同年10月20日より供用開始[14]。
- 1979年（昭和54年）8月20日：一部区間を新たに4車線化[16]。
- 1985年（昭和60年）12月19日 : 富山市豊田 - 中島間を4車線化[3][17]
- 1987年（昭和62年）11月12日 : 全線の拡幅4車線化が完成[3][18]。
- 1988年（昭和63年）10月4日 : 鏡宮交差点（新湊市、現・射水市）の立体化完成[3][19]。
- 1989年（平成元年）11月27日 : 金泉寺交差点（富山市）の立体化完成[3][20]。
- 2005年（平成17年）12月26日 : 下田交差点（高岡市）の立体化完成し、江尻 - 四屋間（高岡市）金沢方面の拡張3車線化も完成（後に富山方面も3車線化）[3][21]。
- 2009年度（平成21年度） : 豊田新屋立体が事業化[4]。
- 2016年（平成28年）3月19日 : 坂東交差点（射水市）の立体化完成し、高岡富山バイパス事業完了[3][22][23]。射水市坂東から高岡市江尻にかけての約4.5キロの区間が連続高架となった。
- 2021年（令和3年度） : 中島本郷立体が事業化[5]。
- 2023年（令和5年）4月26日：国土交通省北陸地方整備局が、2023年度に中島本郷立体の用地の測量、調査や用地買収に着手することを発表[24]。

## 路線状況

### 主要構造物
- 富山跨線橋（あいの風とやま鉄道線）
- 中島高架橋（富山地方鉄道富山港線）
- 富岩運河橋（富岩運河）
- 中島大橋（神通川）
- 小白石高架橋
- 鏡宮高架橋（国道472号）
- 坂東跨道橋（富山県道11号新湊庄川線）
- 下田高架橋（富山県道57号高岡環状線）
- 高新大橋（庄川）
- 江尻高架橋（富山県道24号伏木港線）

## 地理

### 通過する自治体
- 富山県
  - 富山市 - 射水市 - 高岡市

### 交差する道路
- 上側が起点側、下側が終点側。左側が上り側、右側が下り側。
- 交差する道路は、県道以上の道路および立体交差をするもしくは立体交差をする計画の道路。特記がないものは市町道。

| 交差する道路など                                                 | 交差する道路など                                   | 交差する場所 | 交差する場所 | 交差する場所 | 備考                                          |
| ---------------------------------------------------------------- | -------------------------------------------------- | ------------ | ------------ | ------------ | --------------------------------------------- |
| 滑川富山バイパス 国道8号・富山県道365号流杉町袋線 滑川・魚津方面 |                                                    |              |              |              |                                               |
| 富山県道365号流杉町袋線                                          | 国道41号                                           | 富山市       | 金泉寺高架橋 | 金泉寺       | すぐ東の手屋交差点からここまで県道365号が重複 |
| 富山県道56号富山環状線                                           | 富山県道56号富山環状線                             | 富山市       |              | 新屋         |                                               |
| 富山県道172号八幡田稲荷線・富山県道177号蓮町新庄線               | 富山県道172号八幡田稲荷線・富山県道177号蓮町新庄線 | 富山市       | 豊田東       |              |                                               |
| 富山県道30号富山港線                                             | 富山県道30号富山港線                               | 富山市       |              | 中島         |                                               |
| 富岩運河                                                         | 富岩運河                                           | 富山市       | 中島大橋     | 中島大橋     | 橋長539.0m                                    |
| 神通川                                                           |                                                    | 富山市       | 中島大橋     | 中島大橋     | 橋長539.0m                                    |
| 富山県道1号富山魚津線                                            | 富山県道7号富山八尾線                              | 富山市       |              | 田尻         | 県道1号・県道7号ともに県道56号との重複区間    |
| 四方方面                                                         | 富山県道7号富山八尾線                              | 富山市       | 寺島IC       |              | 富山県道205号練合宮尾線と間接接続             |
| 富山県道207号四方新中茶屋線                                      | 富山県道207号四方新中茶屋線                        | 富山市       |              | 八町         |                                               |
| 富山県道321号中沖呉羽線                                          | 富山県道321号中沖呉羽線                            | 富山市       | 大塚         |              |                                               |
| 富山県道41号新湊平岡線                                           | 富山県道41号新湊平岡線                             | 富山市       | 本郷西       |              |                                               |
|                                                                  | 富山県道347号東老田白石線                          | 射水市       | 富山短大口   |              |                                               |
| 富山県道204号小杉本江線                                          | 富山県道62号富山小杉線 富山県道204号小杉本江線     | 射水市       | 小白石       |              |                                               |
| 富山新港方面                                                     | 小杉方面                                           | 射水市       | 小白石高架橋 | 小白石高架   |                                               |
| 富山県道349号白石西高木戸破線                                    | 富山県道349号白石西高木戸破線                      | 射水市       |              | 大江         |                                               |
| 富山県道232号堀岡小杉線                                          |                                                    | 射水市       |              |              |                                               |
| 富山県道322号八町大門線                                          | 富山県道322号八町大門線                            | 射水市       |              | 津幡江       |                                               |
| 国道472号                                                        | 国道472号                                          | 射水市       | 鏡宮高架橋   | 鏡宮         | 道の駅カモンパーク新湊が隣接                  |
| 富山県道231号松木鷲塚線                                          | 富山県道231号松木鷲塚線                            | 射水市       |              | 沖塚原       |                                               |
| 富山県道11号新湊庄川線                                           | 富山県道11号新湊庄川線                             | 射水市       | 坂東高架橋   | 坂東         |                                               |
| 庄川                                                             | 庄川                                               | 射水市       | 高新大橋     | 高新大橋     | 橋長424.4m                                    |
| 富山県道243号能町枇杷首線                                        | 富山県道243号能町枇杷首線                          | 高岡市       |              |              | 下田高架橋の側道に接続                        |
| 富山県道57号高岡環状線                                           | 富山県道57号高岡環状線                             | 高岡市       | 下田高架橋   | 下田         |                                               |
| 富山県道24号伏木港線                                             | 富山県道24号伏木港線                               | 高岡市       | 江尻高架橋   | 江尻         |                                               |
| 富山県道255号守山向野線                                          | 富山県道255号守山向野線                            | 高岡市       |              | 熊野町       |                                               |
| 国道160号                                                        |                                                    | 高岡市       | 四屋IC       |              | 氷見、七尾方面                                |
| 長慶寺方面                                                       | 国道156号                                          | 高岡市       |              | 四屋         |                                               |
| 国道8号 小矢部・金沢方面                                         |                                                    |              |              |              |                                               |

現在は、富山市内の新屋交差点、豊田東交差点を含む金泉寺 - 中島の連続立体化事業が進んでいる。
新屋・豊田付近の立体化が完成すれば、雄峰大橋から中島大橋にかけての約6.5 kmの区間が連続高架（雄峰大橋 - 金泉寺高架橋 - 新屋高架橋 - 富山跨線橋 - 豊田高架橋 - 中島高架橋 - 中島大橋）なる。

## 接続するバイパスの位置関係
（京都方面）小矢部バイパス - 現道 -  富山高岡バイパス - 滑川富山バイパス（新潟方面）